# Secretaría de Bienestar Social de la Presidencia de la República de Guatemala
La Secretaría de Bienestar Social de la Presidencia de la República -SBS- es una institución de la presidencia de Guatemala que tiene a su cargo la formulación, coordinación y ejecución de las Políticas Públicas de Protección Integral de la Niñez y Adolescencia guatemalteca, buscando el bienestar familiar y comunitario. Uno de sus objetivos es impulsar, a través de los programas, el respeto y promoción de los derechos de la niñez y la adolescencia guatemalteca, llevando a cabo planes de acción derivados del marco jurídico establecido.

## Historia
La secretaría inició sus actividades el 20 de febrero de 1945, cuando un grupo de señoras a iniciativa de Doña Elisa Martínez de Arévalo, esposa del entonces presidente Juan José Arévalo, resolvieron fundar una sociedad de carácter privado que se ocupará de amparar a los niños de escasos recursos, velando por su salud y proporcionándoles cuidados, recreación y ayuda material.
El 1 de agosto de 1990, mediante Acuerdo Gubernativo 662-90 se emitió el reglamento orgánico, que define dentro de su estructura funcional, las direcciones de Bienestar Infantil, tratamiento y orientación para menores y de asistencia educativa especial, además una unidad administrativa de apoyo.
En el año 1997 se ejecutó la reestructuración interna, en congruencia con la política de modernización del Estado impulsada por el gobierno de turno, entrando en vigencia su nuevo reglamento orgánico, contenido en el Acuerdo Gubernativo 4-98.
El 21 de noviembre de 2003 se emitió el Reglamento Orgánico de la Secretaría según Acuerdo Gubernativo Número 752-2003 el cual fue reformado por el Acuerdo Gubernativo número 698-2005 de fecha 15 de diciembre de 2005.
Posteriormente los servicios se extendieron y con ello se inició un proceso de reestructura funcional de la entidad, lo que definió un nuevo Reglamento Orgánico Interno creado mediante Acuerdo Gubernativo 18-2006.
La Secretaría de Bienestar Social de la Presidencia de  la República a través de los años, ha ido ampliando sus funciones para atender integralmente a la niñez y adolescencia y ser el órgano administrativo que tiene a su cargo formular y ejecutar programas y servicios con cobertura nacional, para la prevención y protección integral de la niñez y adolescencia, apoyando y fortaleciendo a la familia como núcleo de la sociedad, procurando la reinserción y resocialización de los adolescentes en conflicto con la Ley Penal.
Para lograr estos propósitos, la Secretaría de Bienestar Social de la Presidencia de la República, inició una reestructura técnico administrativa, que inició en el mes de marzo del año 2015 con la aprobación del Acuerdo Gubernativo No.101-2015, que orienta al fortalecimiento de su marco estratégico, operativo y administrativo, considerando el primer paso para alcanzar la anhelada protección integral a la Niñez y la Adolescencia guatemalteca en toda su magnitud.

## Organización
Esta secretaría tiene órganos internos que tienen funciones establecidas:

### Subsecretaría de Protección y Acogimiento a la Niñez y Adolescencia

#### Dirección de Protección Especial, Acogimiento Familiar y Residencial

##### Departamento de Acogimiento Familiar Temporal (Familias Sustitutas)
Es el responsable de implementar esta modalidad de acogimiento de una niña, niño y/o adolescente, (NNA) que por orden judicial son remitidos para su cuidado y protección temporal en el seno de una familia, previamente acreditada por la Secretaría de Bienestar Social de la Presidencia de la República.
El acogimiento familiar temporal es una medida alternativa de protección para la niñez y adolescencia para evitar su institucionalización cuando no pueden permanecer temporalmente con su familia de origen tras la vulneración de sus derechos. El Estado utiliza esta medida para proporcionarles un nuevo entorno familiar al niño, niña y adolescente y atender a su derecho a desarrollarse en un medio familiar.
Se logró acreditar durante los últimos tres meses, 12 nuevas familias para contar con un total de 30 familias de las cuales 17 cuentan con NNA integrados y las demás están próximas.

##### Departamento de Protección a la Niñez y Adolescencia con Capacidades Diferentes Severa y Profunda -ABI-
Albergar, proteger y dignificar la vida de los Niños Niñas y Adolescentes (NNA) de 7 a 18 años de edad con discapacidad intelectual severa y profunda, asociado a diagnósticos psiquiátricos, y discapacidad física, víctimas de abandono, maltrato físico y emocional, rechazo familiar y social. Asimismo, atenderá las deficiencias en comportamiento adaptativo con el propósito que aprendan a generar espacios de convivencia donde cada niña, niño y/o adolescente pueda actuar según sus potencialidades.
Proveer una vida digna a nuestros NNA al cubrir sus necesidades de alimentación, cuidado, afecto, salud y educación. Cubrir en forma integral las necesidades de estimulación de los niños niñas y adolescentes con discapacidad intelectual severa y profunda, por medio de un equipo multidisciplinario que les atienda desde distintas disciplinas. Garantizar el seguimiento legal del caso de cada residente, a efecto de que sus derechos no sean vulnerados    

##### Departamento de Protección Especial de Primera Infancia
Ubicado en el Departamento de Zacapa, vela por el cumplimiento de la protección y el abrigo de los niños   y niñas que han sido vulnerados en sus derechos, quienes son rescatados e integrados a la institución por orden de Juez competente. Trabaja en equipo, con un enfoque de atención integral, fortaleciendo el espíritu a través de nuestros principios y valores.
Garantiza servicios de calidad con la finalidad de lograr un desarrollo integral y una vida digna. Nuestras acciones van dirigidas específicamente a restituir los derechos inherentes a los niños y niñas de Primera Infancia de 0 a 6 años y niñez de 6 a 11 años,  basados en  las leyes  en Pro de la niñez.    

##### Departamento de Protección a la Niñez y Adolescencia Víctima de Violencia Sexual con Enfoque de Género
Es el encargado de planificar, organizar, dirigir, coordinar, supervisar, evaluar y ejecutar los protocolos de atención especializada, así como las acciones a desarrollar en beneficio de niñas y adolescentes víctimas de violencia y abuso sexual en situación de protección y abrigo comprendidas entre las edades de siete a dieciocho años víctimas de violencia sexual, así como niñas y adolescentes madres hasta dieciocho años que por orden emanada de juez competente han sido institucionalizadas a través del Programa de Protección a la Niñez y Adolescencia de Víctima de Violencia Sexual con Enfoque de Género. Durante 2017 se han atendido 653 niñas y adolescentes con servicios integrales (Protección a víctimas de violencia sexual con enfoque de género; niñas y adolescentes, adolescentes madres y sus bebes).

##### Dirección de Protección Especial Residencial Hogar Seguro Virgen de la Asunción
Le corresponde acoger a niñas, niños y adolescentes vulnerados en sus derechos, cuando estos son separados de su medio familiar o carecen de él, debiendo ampliarse esa protección e intervención de acogimiento hasta incluir el de promoción del bienestar de los nna a través de la satisfacción de necesidades materiales (alimentación, vestido, vivienda, etc.), atención de salud, escolarización, refuerzo y corrección del aprendizaje escolar, acceso a las experiencias normales propias de los NNA de su edad, actividades de ocio y tiempo libre, etc., así como generar un contexto que le proporcione afecto, protección, confianza, seguridad y estabilidad.
La Dirección está siendo objeto de un proceso de transformación que fundamentalmente consiste en disponer y organizar pequeñas unidades residenciales diferenciadas y especializadas según la estructura programática determinada, en donde se trata de reproducir, dentro de las posibilidades, un ambiente de convivencia similar al familiar, en ese mismo sentido, se busca propiciar el aprovechamiento de los recursos sociales comunitarios para la cobertura de las necesidades, tanto en el aspecto escolar, como en el sanitario, ocio y tiempo libre, etc. promoviendo la integración social de los NNA.
Por otra parte, su núcleo programático que se centra en cuatro órganos de ejecución, también está siendo objeto de acomodo al nuevo modelo de acogimiento que se tiene en curso, e igualmente se procura una reasignación eficaz de los recursos humanos y materiales necesarios para el funcionamiento normal del conglomerado de unidades residenciales, de modo que los nna reciban la atención integral especializada dispuesta para reparar los daños que la situación de desprotección les ha provocado y propiciar la efectividad de sus derechos, mediante la intervención de profesionales y personal técnico de variadas disciplinas, como: Psicología, Pedagogía, Trabajo Social, Medicina General, Pediatría, Psiquiatría, Odontología, Nutrición, Fisioterapia, Ciencias Jurídicas y Sociales y Economía, terapeutas ocupacionales, terapeutas del lenguaje y habla, docentes de educación especial, instructores de talleres y deportes, maestros, enfermeras, auxiliares de enfermería, educadores, contándose además con el concurso de recurso humano para la ejecución de las actividades de orden operativo y administrativo.

#### Dirección de Protección Especial y Atención no Residencial

##### Departamento de Atención y Orientación Especializada a Niñez y Adolescencia No Institucionalizada y Su Familia –PROFAMI-
Tiene a su cargo la planificación, organización, coordinación, dirección, supervisión y evaluación de las actividades y servicios encaminados a brindar atención a los NNA y sus familias, que a criterio de un juez competente y autoridad administrativa (PGN) requieran una atención, psicológica, social, jurídica, pedagógica de supervisión, monitoreo y seguimiento de un plan de tratamiento familiar, como alternativa preventiva a la institucionalización como medida de protección y fortalecimiento familiar.
El programa está diseñado para atender y orientar a las madres, padres o responsables de niñas, niños y adolescentes en situación de vulnerabilidad o en condiciones de desprotección, atendiendo aquellos casos donde no se amerita la separación de su entorno familiar, constituyéndose en una alternativa para minimizar la institucionalización.
Así mismo el programa implementa acciones estratégicas orientadas a coadyuvar la desinstitucionalización de niñez y adolescencia albergada en el Hogar Seguro Virgen de la Asunción, mediante estudios e investigaciones sociales dirigidas a la ubicación y seguimiento del recurso familiar idóneo que permita al sistema judicial de protección desinstitucionalizar al NNA cuyo casó particular así lo permita, protegiendo su derecho a desarrollarse dentro de un entorno familiar en lo que se resuelve su proceso judicial de protección. Así mismo una vez realizada la reunificación del NNA a un entorno familiar, el programa proporciona atención y seguimiento tanto al NNA como al padre, madre o encargado para prevenir y evitar la re institucionalización del NNA.

##### Departamento de Atención no Residencial Casa Joven
Tiene a su cargo planificar, organizar, dirigir, coordinar, supervisar y evaluar los servicios y acciones encaminados a brindar protección y atención a NNA y jóvenes con la finalidad de generar espacios juveniles seguros en comunidades de alto riesgo social, a través del Programa Casa Joven que brinden oportunidades de: atención personalizada e integral; protección contra la violencia y sus formas; y formación de hábitos y habilidades de vida saludables a los NNA y jóvenes para que posean las herramientas y oportunidades de vida que les impidan convertirse en víctimas o victimarios de la violencia y sus múltiples formas.    

##### Departamento de Niñez y Adolescencia Migrante no Acompañada
Planifica, coordina, organiza, dirige, supervisa y evalúa los servicios y atenciones dirigidos a NNA migrantes no acompañados retornados y en tránsito que requieren servicios de protección especial en su recepción, reunificación e inserción familiar en sus comunidades de origen.
El Departamento cuenta con tres lugares de atención (dos Albergues y un Centro de Formación) a niñez y adolescencia migrante no acompañada o en riesgo de migrar; los cuales cuentan con acuerdos de creación.

### Subsecretaría de Reinserción y Resocialización de Adolescentes en Conflicto con la Ley Penal
El Subsecretario de Reinserción y Resocialización de Adolescentes en Conflicto con la Ley Penal, es el responsable de promover a través de la orientación y capacitación la efectiva reinserción y resocialización de aquellos adolescentes que mediante orden judicial, han sido sujetos a una medida de coerción o sanción por la infracción a la ley penal.
Asimismo, tendrá dentro de sus obligaciones la responsabilidad de realizar todas aquellas acciones relativas al cumplimiento de las sanciones que les son impuestas a los adolescentes y de las medidas de protección, a través de las Direcciones a su cargo.

#### Dirección de Centros Especializados de Privación de Libertad
Tiene como finalidad dar seguimiento y cumplimiento a las sanciones privativas de libertad, impuestas por los jueces de adolescentes en conflicto con la ley penal. Así mismo, tiene a su cargo planificar, organizar, dirigir, coordinar  y supervisar las actividades dentro de los procesos de reinserción y resocialización dirigidos a los adolescentes en conflicto con la ley penal, a través de centros especializados de privación de libertad y demás programas a su cargo.

##### Centro Juvenil de Detención Provisional -CEJUDEP-
Fue creado con el objetivo de brindar atención integral a los adolescentes que se encuentran bajo una medida cautelar o provisional a través de un equipo multidisciplinario especializado en las áreas de Trabajo Social, Psicología, Pedagogía, Procuración, Medicina, Odontología y Psiquiatría.

##### Centro Juvenil de Privación de Libertad para Varones II –Anexo-
El Centro Juvenil de Privación de Libertad para Varones II brinda atención integral a los adolescentes en conflicto con la ley penal, éste pertenece a la Dirección de Centros Especializados de Privación  de Libertad  de la Subsecretaría de Reinserción y Resocialización  de Adolescentes en Conflicto con la Ley Penal, bajo la responsabilidad de la Secretaría de Bienestar Social de la Presidencia de la República de Guatemala.
Las instalaciones que hoy ocupa CEJUPLIV II, fueron utilizadas por el Hogar de Protección para niños y niñas “Elisa Martínez”. En marzo de 2007 se establece formalmente como Centro de Internamiento para la atención de adolescentes en Conflicto con la Ley Penal inicialmente a los pertenecientes a grupos antagónicos, con el nombre de Centro Juvenil de Privación de Libertad para varones II y según el Acuerdo Gubernativo 101-2015, con fecha 10 de marzo de 2015 se modifica el nombre del Programa al cual pertenece siendo actualmente la Dirección de Centros Especializados de Privación de Libertad.
CEJUPLIV II fue creado con el objetivo de brindar atención integral a los adolescentes que se encuentran bajo una medida cautelar y con sanciones de privación de libertad (régimen cerrado, Semi-abierto y/o abierto) a través de un equipo multidisciplinario especializado en las áreas de Trabajo Social, Psicología, Pedagogía, Procuración, Medicina, Odontología y Psiquiatría.   

##### Centro Juvenil de Privación de Libertad para Varones -CEJUPLIV-ETAPA II
La Subsecretaría de Reinserción y Resocialización es la encargada de atender a adolescentes que han infringido la Ley Penal y los jueces han dictaminado sancionarlos privándolos de libertad u otorgarles otro tipo de sanción de acuerdo a lo estipulado por la Ley de Protección Integral de la Niñez y Adolescencia. 

##### Centro Juvenil de Privación de Libertad para Mujeres –CEJUPLIM-
El Centro Juvenil de Privación de Libertad de Mujeres CEJUPLIM, comprende uno de los cuatro centros de privación para adolescentes, que integra la Subsecretaría de Reinserción y Resocialización de Adolescentes en Conflicto con la Ley Penal de la Secretaría de Bienestar Social de la Presidencia de la República. Es el único Centro, a nivel nacional que atiende a mujeres adolescentes privadas de libertad, comprendidas entre los 13 a 18 años menos un día, con el fin de alcanzar una reinserción y resocialización exitosa.   

#### Dirección de Medidas Socioeducativas
Tiene como finalidad dar seguimiento y cumplimiento a las sanciones socioeducativas y demás sanciones alternativas a la privación de libertad, impuestas por los jueces de adolescentes en conflicto con la Ley Penal. Así mismo, debe planificar, organizar, dirigir, coordinar y supervisar las actividades dentro de los procesos de reinserción y resocialización dirigidos a los adolescentes en conflicto con la Ley Penal para que gocen de una medida alternativa a la privación de libertad, a través del Centro de Formación Integral y Centro de Educación Extraescolar CCFI-CEEX, Medidas Socioeducativas de Quetzaltenango.

##### Centro de Educación Extraescolar –CEEX-
Ofrecer educación integral para la reinserción y resocialización de los Adolescentes en Conflicto con la Ley Penal, con orientación a la productividad y emprendimiento. Brindar educación a través de los niveles de Primaria, Básicos y Diversificado a los adolescentes en conflicto con la Ley Penal de Guatemala y otros programas de   la Secretaría de Bienestar Social de la Presidencia de la República. Acreditación y certificación de estudios con el aval del Ministerio de Educación de Guatemala.

##### Centro de Capacitación y Formación Integral –CCFI-
Imparte talleres ocupacionales en las áreas de cocina, panadería, repostería y computación certificando a estudiantes referidos por orden de juez cumpliendo la medida socioeducativa de libertad asistida y régimen semi-abierto en los diferentes Centros de  Privación de Libertad para Adolescentes. Se certifica también a personas referidas de Casa Joven Mixco, Peronia, Villa Nueva y Palencia que reciben el curso de computación en dichas sedes. Se les hace entrega de un diploma avalado por el Ministerio de Educación MINEDUC a través de los Centros Municipales de Capacitación y Formación Humana CEMUCAF.

#### Dirección de Operaciones y Logística
Es la responsable del diseño, implementación, coordinación interinstitucional y supervisión de los planes, acciones y protocolos de seguridad a implementarse en los programas a cargo de las Direcciones de Centros Especializados de Privación de Libertad, Medidas Socioeducativas y de Prevención Terciaria, con la finalidad de resguardar la vida e integridad física de los adolescentes atendidos y del personal de la Subsecretaría.

#### Dirección de Prevención Terciaria
Tiene a su cargo planificar, organizar, dirigir, coordinar y supervisar las actividades que garanticen procesos orientados a desarrollar programas de empleabilidad, productividad y acciones orientadas al seguimiento de adolescentes pre y post-cumplimiento de la sanción, dirigido a los adolescentes en conflicto con la ley penal.    

### Subsecretaría de Preservación Familiar, Fortalecimiento y Apoyo Comunitario
El Subsecretario de Preservación Familiar, Fortalecimiento y Apoyo Comunitario, es el encargado de desarrollar programas y servicios dirigidos al fortalecimiento de las familias y la comunidad en el cumplimiento de sus responsabilidades de cuidado, atención, educación y protección de las niñas, niños y/o adolescentes bajo su responsabilidad, teniendo como objetivo la preservación y recuperación de los espacios perdidos para que los padres asuman actitudes responsables en el cuidado de sus hijas e hijos.

#### Dirección de Atención a Niñas, Niños y Adolescentes con Discapacidad

##### Departamento de Atención a la Niñez y Adolescencia con Discapacidad Centro de Educación Especial “Álida España de Arana”
Atiende a niñas, niños y adolescentes con discapacidad intelectual, física, sensorial auditiva y múltiple; tiene como propósito primordial lograr la inclusión social, educativa y familiar de los estudiantes. Tomando en cuenta el marco de los Derechos Humanos, bajo el principio de respeto a la individualidad de las personas con discapacidad.

##### Centro de Capacitación Ocupacional -CCO-
Es un centro de enseñanza, dirigido a capacitar a adolescentes con discapacidad intelectual leve y moderada, comprendidos entre 14 a 18 años de edad, donde reciben Talleres de Desarrollo Humano y de Capacitación Laboral, entre ellos: cocina, panadería, conserjería, manualidades y carpintería; para que puedan ser integrados a una vida independiente y productiva.
Además, se les brinda atención psicológica, terapia ocupacional, educación especial, que incluye lectoescritura, medio natural, social, matemática, deporte, pintura, actividades culturales y cívicas lo que potencializa sus capacidades y destrezas para optar a la inserción social y laboral. En relación con el tema de salud también se tiene servicio médico y odontológico.
Durante el año 2017, dio atención integral a 77 adolescentes, 19 mujeres y 58 hombres,  además  de recibir capacitación laboral se les proporcionó alimentación diaria compuesta por desayuno, refacción y almuerzo, cuyos menús son elaborados y avalados por una nutricionista. 

##### Departamento de Subsidios Familiares
Su objetivo es contribuir con el desarrollo de las familias guatemaltecas, que están conformadas por niñas, niños o adolescentes con discapacidad y/o situación de vulnerabilidad, por medio de apoyo económico equivalente a Q.500.00 mensuales por un período máximo de 4 años, esto para mejorar la calidad de vida del beneficiario.

#### Dirección de Primera Infancia

##### Departamento de Centros de Atención Integral -CAI-
Garantizar que la población de 8 meses a 6 años, en condiciones de pobreza y contextos vulnerables, tengan la oportunidad de recibir una educación integral de calidad.
Brindar atención educativa a la niñez de 7-12 años, a través del servicio de tutoría y el desarrollo de estrategias para dar reforzamiento escolar según sus necesidades.
Se brinda atención integral con calidad a  través  de 42 Centros de Atención Integral –CAI- en 20 departamentos y 13 municipios del país. Se atienden las distintas etapas del desarrollo de la niñez en su primera infancia, en el nivel inicial se atiende a niños y niñas de 8 meses a 4 años; en las salas de lactantes, maternal 1, maternal 2 y en el nivel pre-primario se atiende a la población de 4 a 6 años en las salas de Pre-kínder, Kínder y Preparatoria y de 7 a 12 años a través de su programa de Reforzamiento Escolar y Prevención de Callejización -REPREDEC-. 
Se brinda una nutrición balanceada, suficiente, equilibrada, dando a los niños y niñas un alimento seguro. Se brindan 4 servicios de alimentación diario, de acuerdo al ciclo de menú establecido por la nutricionista del Departamento.

##### Departamento Educando en Familia
Establecer un modelo de crianza, que favorezca el fortalecimiento de valores y la construcción de competencias parentales y patrones de crianza adecuados, pudiendo así apoyar a las familias en el desarrollo psicobiosocial de las niñas, niños y adolescentes -NNA-. Generar el conocimiento de las competencias parentales para que las niñas, niños y adolescentes guatemaltecos tengan padres capaces de cubrir las necesidades de amor, respeto, identidad, salud, educación, libertad, integración, protección, solidaridad e igualdad.
Previene y promociona el desarrollo integral de la familia, dirigido a reducir la necesidad de una intervención reparadora o terapéutica. Validación de la Guía número tres, para padres con niños que tienen alguna discapacidad. Los padres de familia de NNA con discapacidad, beneficiarios del Programa Subsidios Familiares, se incorporan al Programa Educando en Familia.
Aumento en el número de supervisiones mensuales en las distintas sedes y centros donde se imparte el programa y capacitación a Facilitadores.

##### Departamento de Regulación de Centros de Cuidado Infantil Diario -DRCCID-
Es el responsable de ejecutar las acciones de autorización, inscripción, regulación y controles del funcionamiento de los Centros de Cuidado Infantil Diario, en los niveles públicos y privados, que funcionen en el territorio nacional. Además de imponer las sanciones por incumplimiento a las regulaciones establecidas para su funcionamiento. Así como para responder a las necesidades de la  población
Monitoreo y evaluación de los Centros de Cuidado Infantil Diario -CCID- que atienden niños y niñas de dos a cuarenta y ocho meses de edad, para autorizar, revalidar anualmente y seguimiento a denuncias por malas prácticas en la atención o su funcionamiento sin autorización.
Capacitación de personal especializándolo en atención en primera infancia a través de los Diplomados para Niñeras, Maestras y Directoras de los Centros de Cuidado Infantil Diario.
Brindar directrices específicas a los Centros de Cuidado Infantil Diario autorizados y los que aún se encuentren en el proceso de autorización. En temas sobre su funcionamiento, atención, cuidado, educación y protección infantil en beneficio de la primera infancia específicamente para las edades de dos a cuarenta y ocho meses.
Tema impartido: Trámite de Licencia Sanitaria por el Departamento de Regulación, Acreditación y Control de Establecimientos de Salud, Ministerio de Salud Pública y Asistencia Social; Segunda Reunión de Directores el 6 de julio del 2017, Tema impartido: Ley de Protección por el Secretario Ejecutivo de la Comisión Nacional de la Niñez y de la Adolescencia; Tercera Reunión de Directores de CCID el 27 de septiembre, Tema a socializar Plan Escolar de Respuesta, la Norma de Reducción de Desastres 2, otras Normas que sean obligatorias y su elaboración, así también el Minuto de Seguridad, impartido por la Coordinadora Nacional para la Reducción de Desastres -CONRED-.  